# Ksenia Kahnovich
Ksenia Kahnovich (29 de enero de 1987) es una modelo rusa, que ganó la primera temporada de You are a Supermodel, la adaptación rusa de America's Next Top Model creado por Tyra Banks.

## Carrera
Ganó la primera temporada de You are a Supermodel en 2004. Rechazó el primer premio, que era  un contrato con la agencia NEXT Model Management ya que ya había recibido una oferta más lucrativo por parte de IMG Models. Cuando su victoria se anunció, Kahnovich se había mudado a París.
Ha desfilado para Versace, Gucci, Hermes, Louis Vuitton, Christian Dior, Dolce and Gabbana, Elie Saab, Dior, y Lacroix.
Ha figurado en anuncios de DOHC, Gucci y John Richmond, y figuró en las portadas de Cosmopolitan, Madame Figaro, Harper's Bazaar y Amica. También apareció en la Vogue francesa y en Marie Claire Francia.
En octubre de 2015, Kahnovich fue posicionada por Cosmopolitan como una de las más exitosas de la franquicia Top Model.